# Стръмната пътека
„Стръмната пътека“ е български игрален филм (драма) от 1961 година на режисьора Янко Янков, по сценарий на Емил Манов и Коста Странджев. Оператор е Емил Рашев. Музиката във филма е композирана от Александър Райчев.

## Актьорски състав
- Любомир Кабакчиев – Дамян
- Георги Георгиев – Гец – Иван дивият
- Цвятко Николов – Янко
- Иван Братанов – Попчето
- Владислав Молеров – Стамен
- Стефан Пейчев – Бай Георги
- Димитър Панов – Бай Михал
- Николай Бинев – Тихият
- Божидар Тасев – Сашко
- Невена Коканова – Елена
- Иван Кондов – Пелев
- Надежда Вакавчиева – Кита
- Георги Манев – Директорът
- Мария Стефанова – Секретарката
- Катя Чукова
- Виолета Донева
- Любослав Стефанов
- Найчо Петров

## Награди
- Втора награда на режисьора Янко Янков, ФБФ (Варна, 1961).